# 费尔南·福科尼耶
费尔南·福科尼耶（法語：Fernand Fauconnier，1890年4月14日—1940年4月28日），生于莫伯日，法国男子竞技体操运动员。他曾获得1920年夏季奥运会体操比赛男子团体全能铜牌。他于1940年在欧蒙去世。